# Kloosterburen

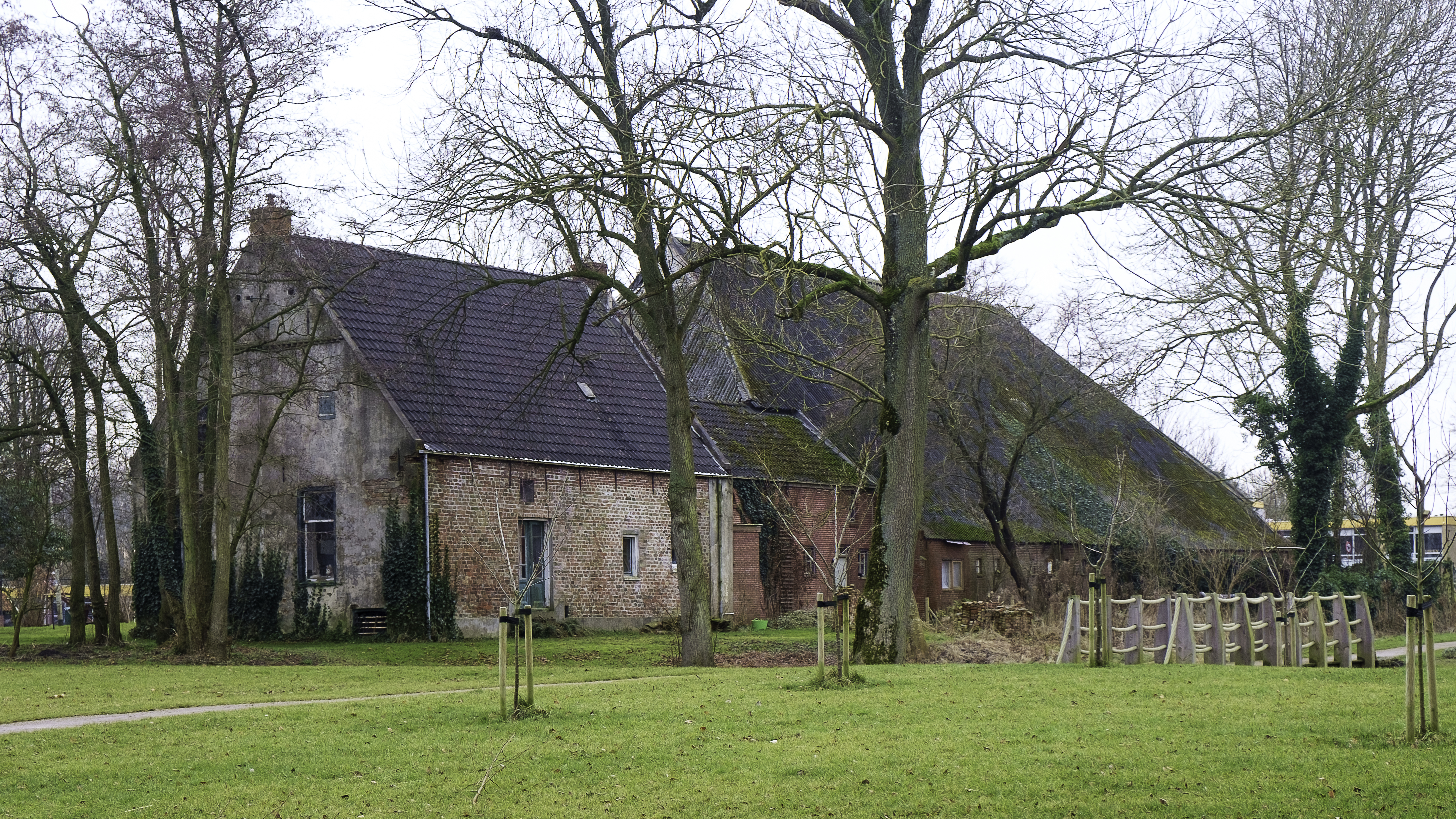
Der Bauernhof Oldeklooster, 16. Jahrhundert

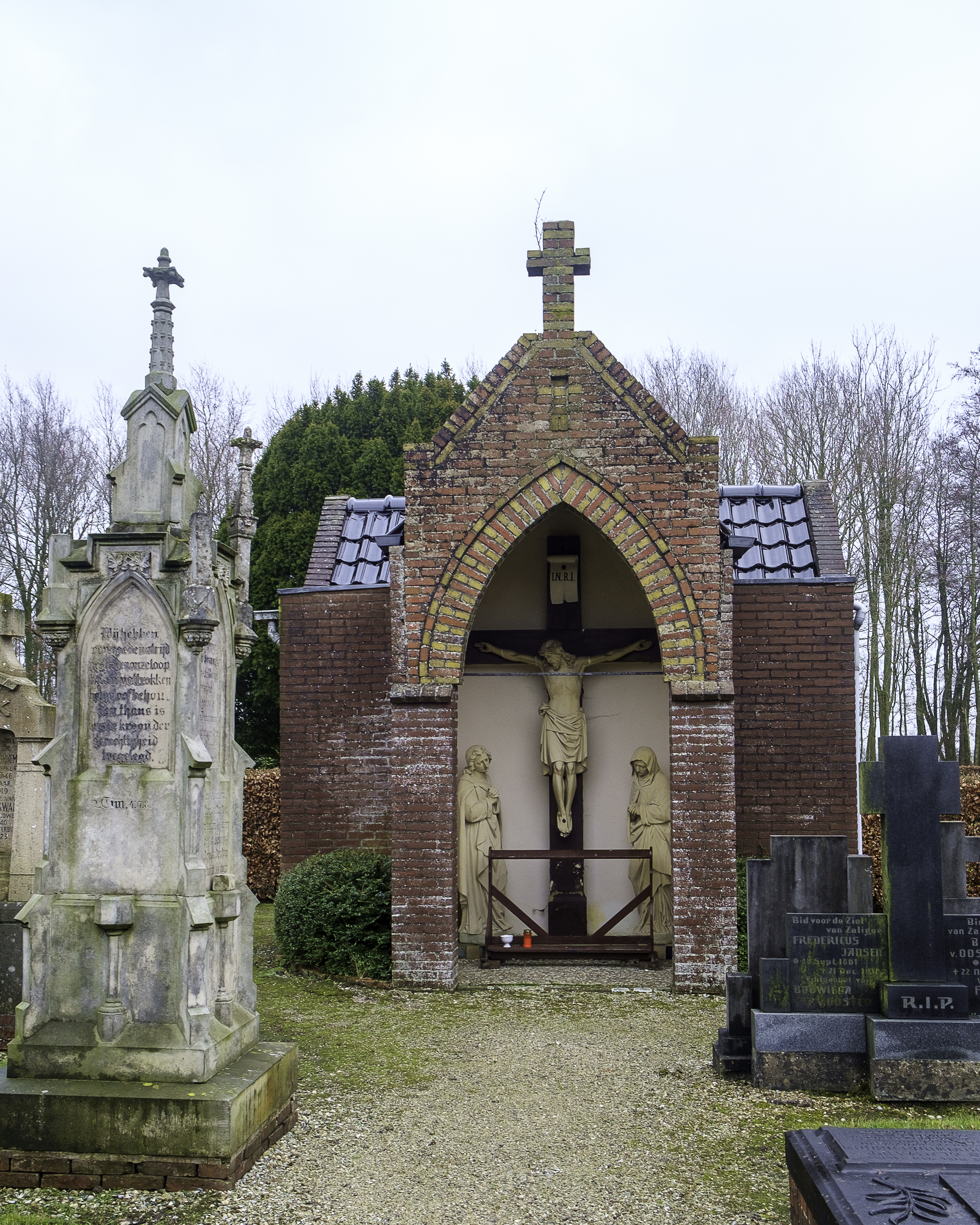
Kapelle des katholischen Friedhofs

Kloosterburen (Gronings Kloosterboeren) ist eine Ortschaft in der Gemeinde Het Hogeland in der niederländischen Provinz Groningen. Der Ort hat insgesamt 1455 Einwohner.
Der Name verweist auf die zwei Klöster die hier vormals standen. Das Oldeklooster  (gegründet um 1175) und das Nijenklooster  (1204), welche beide zum  Orden der Prämonstratenser gehörten.

## Die Klostergeschichte
Das ältere Kloster lag nahe am Ort und wurde vermutlich 1175 als Zweig des Klosters Mariëngaarde (Hallum, Provinz Friesland) gegründet. Es war dem Heiligen Johannes geweiht.
1204 folgte der Anschluss an die Prämonstratenser, die Klosterinsassen zogen in ein neues Kloster, das außerdeichs, im ehemaligen Mündungsgebiet der Hunze, neu errichtete Nijenklooster (Neues Kloster). Beide Klöster sollen 1290 zusammen 240 Bewohner gehabt haben.
Zu dem Oldeklooster gehörten 600 Hektar Schorrenland und, neben anderen Ländereien, ein Drittel der heute unbewohnten Insel Rottumeroog. In Groningen besaß das Kloster ebenfalls ein Gebäude in der Turftorenstraat (Ecke Uurwerkersgang), welches bis 1607 genutzt wurde. Dem Nijenklooster gehörten große Teile westlich der benachbarten Ortschaft Eenrum. Mit der Kapitulation des katholischen Groningens im Jahr 1594 und der „Rückführung in die Republik“ („Reductie van Groningen“) wurden die Klöster in den folgenden Jahren aufgelöst. Als Einziges blieb die Klosterkirche des Oldeklosters bestehen, welche durch die Protestanten genutzt wurde und im 17. Jahrhundert neu errichtet wurde. Diese Kirche wurde 1815 bis auf den Turm abgerissen und durch die Nicolaaskerk ersetzt.
Kloosterburen ist heute (wieder) katholisch und somit eine der wenigen römisch-katholischen Enklaven des Hogelands.
1842 wurde eine einfache katholische Saalkirche (Waterstaatskirche) gebaut, die 1868 durch die katholische Sint-Willibrorduskerk, ein neugotisches Bauwerk von Pierre Cuypers, ersetzt wurde. (zur Namensgebung siehe Willibrord)

## Persönlichkeiten
- Hindrik Klasen Borgman (1778–1846), Major und Bürgermeister von Kloosterburen
- Reinier Post (1894–1968), Priester, Historiker und Hochschullehrer
- Sietje Gravendaal-Tammens (1914–2014), Widerstandskämpferin

## Gemeindeumbildungen 1990 und 2019
Vor 1990 war Kloosterburen der Hauptort der gleichnamigen Gemeinde Kloosterburen, welche neben dem Dorfkern aus den Gehöften und Weilern Hornhuizen, Kleine Huisjes, Kruisweg, Molenrij, Nijenklooster und Westerklooster bestand.
Im Jahr 1990 ist Ort und Gemeinde zusammen mit den Gemeinden Eenrum, Leens und Ulrum in der Großgemeinde Ulrum aufgegangen, später umbenannt in De Marne. Diese fusionierte zum 1. Januar 2019 mit Bedum, Eemsmond und Winsum zur neuen Gemeinde Het Hogeland.

## Besonderheiten
- Kloosterburen besitzt die nördlichste Karnevalsvereinigung der Niederlande („cv Oldeclooster“, gegründet 1970). Während der närrischen Zeit wird Kloosterburen  in Kronkeldörp umgetauft.[2]
- Der Fernsehsender NCRV brachte 1990 eine sechsteilige Dokumentation über Kloosterburen, namens De ontdekking van Kloosterburen (Die Entdeckung von Kloosterburen). Sie beschrieb, wie sich das Dorf auf das kommende Jahrtausend vorbereitet.
- Während der Regionalsender RTV Noord auf der Suche nach dem Leukste dorp van Groningen (Schönstes Dorf der Provinz Groningen) war, wurde Kloosterburen mehrmals für seine – im Verhältnis zu seiner geringen Einwohnerzahl – außergewöhnlich vielen Freizeit- und Vereinsaktivitäten hervorgehoben.